# Färsingehäst
Färsingehästen, eller kort kallad "färsing", var en lantras av häst, som levde i Sverige under 1700- och 1800-talen och en bit in på 1900-talet. Färsingehästen har använts i utvecklingen av Gotlandsrusset. Hästarna började födas upp i Färs härad i Skåne där de föddes upp på traditionellt vis, oftast lösgående i skogen på samma sätt som Gotlandsrusset idag föds upp i halvvilt tillstånd på Lojsta hed.

## Historik
Färsingehästen härstammar från den tatariska ponnyn, en förhistorisk häst som är ursprungsart till alla europeiska hästar. Dessa fördes till Europa under olika folkvandringar där de sedan utvecklades bland annat i Skandinavien. Den tatariska ponnyn ligger alltså till grund för alla svenska lanthästar.
Under 1700-talet och en bit in på 1800-talet avlades lanthästar på många olika ställen i Sverige och en av dessa avlades i Färs härad i Skåne. Dessa kallades Färsingehästar och de föddes upp lösgående i skogarna runt Färs härads-bygden. De var små men mycket starka, men allt eftersom jordbruken utvecklades krävdes större hästar och Färsingehästarna utsattes mycket för utavel och avlades nu inte på lösdrift som förut.
De sista kända hästarna med tydliga drag av Färsingeras var ett sto och en svart hingst som hette Taman som kom från Långaröd och ett sto från Andrarums socken. Dessa hästar kan ha varit influerade av större hästar och det är känt att hingsten Tamans moder ska varit av färsing-ras medan fadern inte var det. Hingsten och stona inköptes av Kulturhistoriska föreningen för södra Sverige åren 1922-1924 och ingick i ett sista försök att bevara rasen vid Kulturens Östarp. Taman dog 1930 och stona före 1940. De fick minst två avkommor, ett hingstföl och ett stoföl, men det är okänt vad som skedde med dem. Färsingehästen hade redan i slutet av 1800-talet till stor del ersatts med större lantraser som ardenner och Nordsvensken och bortkorsats med andra raser. Bland annat hade färsingar skickats till Gotland för att förbättra och utöka stammarna av Gotlandsruss.

## Egenskaper
Färsingehästen var en typisk lantras, liten men stark och hade troligtvis många likheter med dagens Gotlandsruss. På Folklivsarkivet i Lund ingår ett avbildning av en färsingehäst från 1870-talet i folklivsforskaren Nils Månsson Mandelgrens samlingar. Mandelgren hade även en beskrivning av hur Färsingehästen då fortfarande föddes upp i skogen i Färs härad.
Innan rasen dog ut hade den blivit större på grund av utavel och den sista hingsten, Taman, sades ha mer likhet med en mindre Nordsvensk, men överlag var Färsingehästen en lanthäst av mindre typ som användes inom jordbruken eller för att dra vagn. De hästar som fötts upp som utegångshästar bör ha varit mycket härdade och tåliga mot dåligt väder. Samtida teckningar och eventuella fotografier har visat en häst med en ganska liten mankhöjd på ca 125 cm, en höjd som var ganska normal för den tidens arbetshästar.